# Ossi Marxer
Oswald Marxer detto Ossi (17 gennaio 1953 – 20 aprile 1998) è stato uno sciatore alpino liechtensteinese.

## Biografia
Sciatore polivalente, Marxer ai Mondiali di Sankt Moritz 1974 si classificò 50º nella discesa libera, 38º nello slalom gigante, 22º nello slalom speciale e 9º nella combinata; non debuttò in Coppa del Mondo e non prese parte a rassegne olimpiche.